# Anana-Gunda
Anana-Gunda (en abjasio: Анана-Гəында) es la diosa dentro del neopaganismo abjasio de la fertilidad, la caza y la apicultura, la protectora de los recién nacidos.

## Simbología
Según la mitología abjasia, se suele representar en forma de abeja y se encuentra en las áreas del bosque donde viven las abejas. Por ejemplo, se consideraba que ese lugar era una gran roca llamada Ananatvara (en abjasio: Ананаҭ, romanizado: lugar de Anana) en el desfiladero del río Gumista, cerca de Sujumi. La roca era considerada un lugar sagrado, por lo que estaba terminantemente prohibido escalarla. Según el mito, solo los cazadores distinguidos podían ver a Anana-Gunda.